# Clerodendrum confine
Clerodendrum confine là một loài thực vật có hoa trong họ Hoa môi. Loài này được S.L.Chen & T.D.Zhuang mô tả khoa học đầu tiên năm 1982.